# Here for the Party
Here for the Party è l'album di debutto della cantante country statunitense Gretchen Wilson, pubblicato l'11 maggio 2004 dall'etichetta discografica Epic Nashville. L'album include il singolo Redneck Woman, numero uno nelle classifiche country statunitensi e disco di platino, e i singoli Here for the Party, When I Think About Cheatin' e Homewrecker, tutti entrati nella top ten della classifica country negli Stati Uniti.
Con 227 000 copie vendute nella sua prima settimana, Here for the Party è entrato alla seconda posizione della classifica statunitense, rendendo Gretchen Wilson la cantante country emergente che ha venduto il maggior numero di dischi in sette giorni. A ottobre 2005 l'album aveva venduto 3 900 000 copie; ne ha finora vendute oltre cinque milioni, venendo certificato cinque volte disco di platino solo negli Stati Uniti. In Canada e in Australia è stato certificato rispettivamente disco di platino e disco d'oro per aver venduto oltre 80 000 copie nel primo Paese e 35.000 nel secondo.
L'album è stato ricevuto positivamente dalla critica. Matt Bjorke di About.com ha dato a Here for the Party quattro stelle su cinque, dicendo che "la musica country ha per un po' avuto bisogno di una nuova artista femmina sexy. Gretchen Wilson è la risposta a queste preghiere, con le sue canzoni tradizionalmente country e la sua voice". Johnny Loftus di Allmusic ha valutato l'album con quattro stelle su cinque, definendo la voce della cantante "ben diversa dalle altre da uccello canterino che si sentivano spesso sulle radio country nel 2004".

## Tracce
1. Here for the Party (John Rich, Big Kenny, Gretchen Wilson) - 3:16
2. Redneck Woman (Gretchen Wilson, John Rich) - 3:42
3. When I Think About Cheatin' (John Rich, Gretchen Wilson, Vicky McGehee) - 4:09
4. Homewrecker (George Teren, Rivers Rutherford, Gretchen Wilson) - 3:27
5. Holdin' You (Thom McHugh, Wade Kirby) - 3:34
6. Chariot (John Caldwell, Leslie Satcher) - 4:26
7. What Happened (Al Anderson, Bob DiPiero, Bekka Bramlett, Tim Nichols) - 3:51
8. When It Rains (John Rich, Vicky McGehee, Gretchen Wilson) - 3:03
9. The Bed (Keith Anderson, John Rich, Vicky McGehee) - 2:53
10. Pocahontas Proud (John Rich, Vicky McGehee, Gretchen Wilson) - 5:15

## Classifiche
| Classifica (2004)     | Posizione massima |
| --------------------- | ----------------- |
| Australia             | 21                |
| Canada                | 15                |
| Norvegia              | 14                |
| Regno Unito           | 60                |
| Stati Uniti           | 2                 |
| Stati Uniti (Country) | 1                 |
| Svezia                | 7                 |